# Augochloropsis aglaia
Augochloropsis aglaia är en biart som först beskrevs av Holmberg 1903.  Augochloropsis aglaia ingår i släktet Augochloropsis och familjen vägbin. Inga underarter finns listade.